# Церковь Михаила Архангела (Русский Юрткуль)
Михайло-Архангельская церковь — бывший православный храм в селе Русский Юрткуль Старомайнского района Ульяновской области. Построена в 1869 году. С 1999 года — выявленный объект культурного наследия (памятник истории и культуры).

## История
Первая деревянная церковь с престолом во имя Архистратига Божия Михаила в селе была построена в 1776 году. 10 июля 1854 года в этой церкви был крещён Умов Алексей Иванович.
Каменная тёплая трёхпрестольная церковь в селе Русский Юрткуль была построена в 1869 году по проекту казанского епархиального архитектора Фёдора Николаевича Малиновского на средства прихожан. Главный престол освятили во имя Архистратига Божия Михаила, правый придел — в честь Преображения Господня, левый — во имя Казанской иконы Божьей Матери.
В 1883 году в этой церкви был крещён Умов Иван Павлович.
В начале 1930-х годов церковь закрыли. С колокольни сняли колокола и увезли на переплавку. Самый большой из колоколов весил 120 пудов. Церковные иконы изрубили топорами и сожгли. Прихожане смогли спасти только часть икон и церковное распятие, которые передали в Козьмодемьянскую церковь села Кокрять. Церковь после разграбления приспособили под колхозный склад химикатов. Колокольню разрушили в конце 60-х годов XX века — взяли кирпичи для устройства фундамента школы. 
Сейчас церковь заброшена, пустует и разрушается.
Распоряжением Главы администрации Ульяновской области от 29.07.1999 г. № 959-р, церковь в селе Русский Юрткуль является выявленным объектом культурного наследия (памятником истории и культуры).

## Описание
Каменная церковь Михаила Архангела расположена на площади в центре села, на берегу старинного церковного пруда. Композиционно каменная церковь представляет протяжённый прямоугольный в плане объём, основу которого составляет бесстолпный двухсветный четверик храма, увенчанный пятиглавием, к которому примыкает с востока пониженная прямоугольная апсида, а с запада — равновысокая с апсидой протяжённая трапезная. Колокольня, от которой сохранилось четыре массивных восьмигранных столпа, располагалась в двух метрах западнее трапезной. Церковь стоит на высоком кирпичном цоколе с парными продухами. Сохранилось четыре главки храма, установленные на высоких шеях. Центральная глава обрушилась в 1990-е годы. На всех главках сохранились железные кованые кресты, в центр которых помещены терновые венцы из бронзы. Храм был перекрыт на четыре ската, апсида на три ската, трапезная на два ската. Северный, южный входы в храм и западный вход в трапезную оформлены как перспективные порталы. Все окна церкви арочные, фланкированы пилястрами и завешены треугольными фронтонами. Благодаря хорошим пропорциям и удачному декору, церковь и в нынешнем полуразрушенном состоянии выглядит очень красиво. Снаружи церковь была побелена. Широкий карниз опоясывает среднюю часть трапезной и нижнюю часть храма. Верхняя часть фасадов гладкая и завешается широким фризом из квадратных ниш и карнизом с большим выносом. Нижняя часть фасадов декорирована спаренными и счетверёнными нишами-ширинками. Фасады храма и трапезной оформлены по углам парными лопатками. Высокие восьмигранные шейки главок украшены аркатурой. В нижние окна были вставлены кованые железные решётки. Высокое пространство храма перекрыто четырёхлепестковым сомкнутым сводом. Стены внутри были оштукатурены и окрашены в лазурный цвет. Пол устроен из каменных плит и частично покрыт метлахской плиткой. При алтаре сохранились солея и амвон. На стенах храма и трапезной просматриваются угасающие росписи. На стенах храма и трапезной сохранились живописные композиции на библейские сюжеты, а также изображения святых и мучеников. Росписи помещены в стилизованные прямоугольные рамы с  геометрическим и растительным орнаментом. Большинство имевшихся в церкви росписей к настоящему времени практически угасли. Храмовая центральная глава с крестом повалилась несколько лет назад.